# バレーボール大韓民国女子代表
バレーボール大韓民国女子代表（バレーボールだいかんみんこくじょしだいひょう）は、バレーボールの国際大会で編成される大韓民国の女子バレーボールナショナルチームである。

## 歴史
1956年に国際バレーボール連盟へ加盟。国際大会の初出場は1964年の東京五輪で、そのとき、韓国は6位で出場国中最下位であった。1962年世界選手権、1973年ワールドカップでは初出場でそれぞれ銅メダルを獲得、1975年アジア選手権で準優勝を飾った。1976年モントリオール五輪では銅メダルを獲得している。
アテネ五輪後は呼び戻したベテランが引退し、急激な大型化世代交代の転換期に入った。平均身長が180cmを越えるなど大型若手選手を積極的に起用、そのため伝統だった硬い守備からの粘り強い執念のバレーは息を潜めた。2005年ワールドグランプリでは2勝7敗と大きく負け越し9位の予選敗退で大会を終了した。その後、2006年世界選手権のアジア大陸予選に出場し、グループ1位で出場権を獲得する。秋のアジア選手権では、3位決定戦で予選で敗れた日本との対戦に再び敗れ、1975年以降12大会連続で獲得していたアジア選手権のメダルを初めて失った。年末に行われた2005ワールドグランドチャンピオンズカップでは推薦枠で出場、キム・ヨンギョンが国際大会デビューを果たしたが1勝4敗の最下位6位で終わり、1997、2001、2005と3大会連続で最下位に終わった。
2006年は新キャプテンにキム・サニが就任し、監督も代わり新しい若いチームとなった。2006年ワールドグランプリでは若きエースアタッカーのキム・ヨンギョンが不在の中、高校生の初代表選手を加えるなどさらに若返ったチームとなったが、2勝9敗の9位で予選敗退となった。
2006年世界選手権では、キム・ヨンギョンやハン・ユミなどが共に怪我から復帰した。1次ラウンドでは2勝3敗の4位で2次ラウンドに進んだが、2次ラウンドでは1勝3敗で過去最低の13位タイに終わった。その直後年末にカタールのドーハで行われたアジア大会では準々決勝でタイに敗れ、5～8位決定戦に進むことになった。最終順位5位は死守したが、この大会始まって以来11大会連続で獲得していたメダルを初めて失ってしまった。
2012年のロンドンオリンピック最終予選ではエースのキム・ヨンギョンなどの活躍もあり、5勝2敗と全体で2位通過と好成績でオリンピック出場を決めた。同年のオリンピック本戦ではMVP・ベストスコアラーに輝いたキム・ヨンギョンらの活躍でベスト4進出を果たしたが、準決勝でアメリカ、3位決定戦でも日本にそれぞれストレートで敗れ4位にとどまった。
2016年のリオデジャネイロオリンピック最終予選でも日本に次いで4勝3敗と全体において4位通過を果たし、2大会連続のオリンピック出場を決めた。しかし、迎えたオリンピック本戦では決勝トーナメント準々決勝でオランダに敗れた。
2021年の東京五輪では開催国の日本と同じプールAに入り、ブラジル、セルビアに次いで3勝2敗の成績となり、2大会連続で決勝トーナメント進出を決めた。準々決勝ではプールBで中国をストレートで下したトルコにフルセットの末勝利したが準決勝でブラジル、3位決定戦でもセルビアにストレート負けを喫し、4位に終わった。
2022年の女子バレーネーションズリーグでは0勝12敗の最下位に終わり、1勝も挙げることができず大会を去っていった。

## 過去の成績

### オリンピックの成績
| - 1964年 - 6位 - 1968年 - 5位 - 1972年 - 4位 - 1976年 - 銅メダル - 1980年 - 不参加 - 1984年 - 5位 | - 1988年 - 8位 - 1992年 - 最終予選敗退 - 1996年 - 6位 - 2000年 - 8位 - 2004年 - 5位 - 2008年 - 最終予選敗退 | - 2012年 - 4位 - 2016年 - 5位 - 2020年 - 4位 |

### 世界選手権の成績
1952年から1962年まで出場なし
| - 1967年 - 銅メダル - 1970年 - 不出場 - 1974年 - 銅メダル - 1978年 - 4位 - 1982年 - 7位 - 1986年 - 8位 | - 1990年 - 5位 - 1994年 - 4位 - 1998年 - 9位 - 2002年 - 6位 - 2006年 - 13位 - 2010年 - 13位 - 2014年 - アジア予選敗退 - 2018年 - 17位 |  |

### ワールドカップの成績
| - 1973年 - 3位 - 1977年 - 3位 - 1981年 - 5位 - 1985年 - 7位 - 1989年 - 7位 - 1991年 - 6位 | - 1995年 - 5位 - 1999年 - 4位 - 2003年 - 9位 - 2007年 - 8位 - 2011年 - 9位 - 2015年 - 6位 - 2019年 - 6位 |  |

### ワールドグランプリ・ネーションズリーグの成績
- 1997年 - 3位

### ワールドグランドチャンピオンズ杯の成績
- 1993年 - 不出場
- 1997年 - 6位
- 2001年 - 6位
- 2005年 - 6位
- 2009年 - 5位
- 2013年 - 不出場
- 2017年 - 6位

### アジア選手権の成績
| - 1975年 - 準優勝 - 1979年 - 3位 - 1983年 - 3位 - 1987年 - 3位 - 1989年 - 3位 - 1991年 - 3位 | - 1993年 - 3位 - 1995年 - 準優勝 - 1997年 - 準優勝 - 1999年 - 準優勝 - 2001年 - 準優勝 - 2003年 - 3位 | - 2005年 - 4位 - 2007年 - 4位 - 2009年 - 4位 - 2011年 - 3位 - 2013年 - 3位 - 2015年 - 準優勝 - 2017年 - 3位 - 2019年 - 3位 |

## 現在の代表
2019年ワールドカップバレーボールに登録されたメンバー。
| 監督 | ステファノ・ラバリーニ | ステファノ・ラバリーニ | ステファノ・ラバリーニ | ステファノ・ラバリーニ | ステファノ・ラバリーニ | ステファノ・ラバリーニ |
| No.  | 選手名                 | シャツネーム           | 身長                   | 所属                   | P                      | 備考                   |
| 1    | イ・ソヨン             | LEE Soyoung            | 176                    | GSカルテックス         | WS                     |                        |
| 2    | イ・ジュア             | LEE Juah               | 185                    | 興国生命               | MB                     |                        |
| 3    | ヨム・ヘソン           | YEUM Hyeseon           | 177                    | KGC人参公社            | S                      |                        |
| 4    | キム・ヒジン           | KIM Heejin             | 185                    | 韓国道路公社           | OP                     |                        |
| 5    | キム・ヘラン           | KIM Haeran             | 168                    | 興国生命               | L                      |                        |
| 6    | イ・ナヨン             | LEE Nayeon             | 173                    | IBK企業銀行            | S                      |                        |
| 7    | ハ・ヘジン             | HA Hyejin              | 181                    | 韓国道路公社           | OP                     |                        |
| 8    | パク・ウンジン         | PARK Eunjin            | 187                    | KGC人参公社            | MB                     |                        |
| 9    | オ・ジヨン             | OH Jiyoung             | 170                    | KGC人参公社            | L                      |                        |
| 10   | キム・ヨンギョン       | KIM Yeonkoung          | 192                    | エジザージュバシュ     | WS                     | キャプテン             |
| 11   | キム・スジ             | KIM Suji               | 187                    | IBK企業銀行            | MB                     |                        |
| 12   | ハン・スジ             | HAN Sooji              | 182                    | KGC人参公社            | MB                     |                        |
| 13   | パク・ジョンア         | PARK Jeongah           | 187                    | 韓国道路公社           | WS                     |                        |
| 14   | ヤン・ヒョジン         | YANG Hyojin            | 190                    | 現代建設               | WS                     |                        |
| 15   | カン・ソフィ           | KANG Sohwi             | 180                    | GSカルテックス         | WS                     |                        |
| 16   | キム・ヨンギョン       | KIM Yeongyeon          | 192                    | 現代建設               | L                      |                        |
| 17   | イ・ジェヨン           | LEE Jaeyeong           | 178                    | 興国生命               | WS                     |                        |
| 18   | ピョ・スンジュ         | PYO Seungju            | 182                    | GSカルテックス         | WS                     |                        |
| 19   | イ・ダヨン             | Lee Dayeong            | 180                    | 現代建設               | S                      |                        |
| 20   | イ・ウォンジョン       | LEE Wonjeong           | 176                    | 現代建設               | S                      |                        |
| 21   | コ・エリム             | GO Yerim               | 177                    | 現代建設               | WS                     |                        |
| 22   | ハン・ソンイ           | Han Songyi             | 188                    | GSカルテックス         | WS                     |                        |
| 23   | チェ・ウンジ           | CHOI Eunji             | 183                    | KGC人参公社            | WS                     |                        |
| 24   | ムン・ジョンウォン     | MOON Jungwon           | 174                    | 韓国道路公社           | WS                     |                        |
| 25   | チョン・ホヨン         | JUNG Hoyoung           | 190                    | 善明女子高校           | OP                     |                        |

## 歴代代表選手
| - キム・サニ - キム・セヨン - キム・ヘラン - キム・ミンジ - キム・ヨンギョン - ク・ミンジョン - チョ・ヘジョン - ハン・ソンイ - ハン・ユミ - ファン・ヨンジュ - ペ・ユナ - ヤン・ヒョジン | - ヨム・ヘソン - チャン・ユンヒ - チェ・ガンヒ - チョン・デヨン - キム・ヒジン - イ・スクジャ - イ・ソヨン - ヨム・ヘソン - イ・ソラ - チョ・ソンファ - ムン・ミョンファ |